# Yasin Mankan
Yasin Mankan (* 7. März 2006) ist ein österreichischer Fußballspieler.

## Karriere

### Verein
Mankan begann seine Karriere beim Wiener Sportklub. Im September 2013 wechselte er in die Jugend des SK Rapid Wien, bei dem er ab der Saison 2020/21 dann auch sämtliche Altersstufen in der Akademie durchlief. Zur Saison 2023/24 rückte er in den Kader der Amateure der Rapidler. Sein Debüt in der Regionalliga gab er anschließend im August 2024 gegen den ASV Draßburg. Bis Saisonende absolvierte er 20 Regionalligaspiele, mit Rapid II stieg er als Meister in die 2. Liga auf.
Sein Debüt in der 2. Liga gab er dann im August 2024, als er am ersten Spieltag der Saison 2024/25 gegen den SV Horn in der Startelf stand.

### Nationalmannschaft
Mankan spielte im September 2021 erstmals für eine österreichische Jugendnationalauswahl. Im September 2022 debütierte er gegen Dänemark im U-17-Team. Im September 2023 folgte gegen Saudi-Arabien sein Debüt in der U-18-Mannschaft.